# Felix Voges
Felix Eckehard Voges (* 4. Oktober 1967 in Bremerhaven) ist ein deutscher Sommelier.

## Leben
Seine Ausbildung absolvierte er in Düsseldorf. Ab 2000 war Voges Chef de Rang in Josef Viehhausers Restaurant Vau in Berlin.
Seit 2001 ist er Sommelier im Restaurant Facil im The Mandela Hotel in Berlin, seit 2014 mit zwei Michelinsternen ausgezeichnet ist.

## Auszeichnungen
- 2017: Sommelier des Jahres, FAZ[4][5]

- 2023: Top50 Sommelier im Schlemmer Atlas 2023[6]